# Памятник Георгию Димитрову (Москва)
Памятник Георгию Димитрову установлен 1972 году в Москве на улице Большая Якиманка. Авторы монумента скульпторы К. М. Мерабишвили, М. К. Мерабишвили и архитектор Р. Н. Гвоздев. Памятник имеет статус заявленного объекта культурного наследия.

## История
Скульптор К. М. Мерабишвили вылепил портрет болгарского коммунистического деятеля Георгия Димитрова (1882—1949) с натуры в ещё в 1934 году, когда он отдыхал в Боржоми после Лейпцигского процесса. 90-летие со дня рождения Георгия Димитрова в СССР решили отметить установкой ему памятника в Москве. Памятник было решено поставить в сквере на названной в его честь улице Димитрова (ныне Большая Якиманка) неподалёку от Дома на набережной, где он жил с 1934 по 1945 год. Торжественное открытие памятника состоялось 16 июня 1972 года при большом скоплении народа. Открыл памятник председатель исполкома Моссовета В. Ф. Промыслов, затем с речью выступил первый секретарь Московского горкома КПСС В. В. Гришин. Присутствовали член политбюро ЦК Болгарской коммунистической партии Тодор Павлов и член ЦК БКП, посол НРБ в СССР Стоян Гюров.
Бронзовая скульптура Георгия Димитрова установлена на гранитном постаменте. Он словно стоит на трибуне и обращается к народу с пламенной революционной речью. Его образ выразителен и исполнен динамики.